# Gemeentelijk Vervoerbedrijf
Gemeentelijk Vervoerbedrijf (GVB) (dansk: kommunalt transport selskab) er et transportselskab i Amsterdam der driver mange bus-, og 16 sporvognslinier, de 3 nuværende metro-linjer, et letbanetog til Amstelveen samt flere færgeruter over IJ-søen.
Sporvognslinier: 1, 2, 3, 4, 5, 7, 9, 10, 12, 13, 14, 16, 17, 24, 26.
Sporvognsnettet med el drift åbnede den 1. januar 1900.
Det er normalsporet (1435 mm).